# Kissyfur
Kissyfur est une série télévisée d'animation américaine en 46 épisodes de 13 minutes, créée par Gene Ayres et diffusée entre le 13 septembre 1986 et le 25 juillet 1987 sur le réseau NBC.
En France, la série a été diffusée à partir du 7 novembre 1988 sur Canal+ dans l'émission Cabou Cadin.

## Synopsis
Cette série met en scène les aventures de Kissyfur, un ours de cirque, de son père Gus et de leurs amis.

## Voix françaises
- Brigitte Lecordier : Kissyfur
- Michel Vocoret : Gus
- Laurence Crouzet : Miss Marylou
- Laurence Badie : Crocodette
- Jean-Loup Horwitz / Albert Medina : voix additionnelles

## Épisodes
1. La Cabane (Home Sweat Home)
2. Titre français inconnu (Here's The Beef)
3. Une faim de lion (Drop Me A Lion)
4. Titre français inconnu (Pooped Pop)
5. Titre français inconnu (The Duck Who Came To Dinner)
6. Titre français inconnu (A Basket Case)
7. Titre français inconnu (Gatoraid)
8. Titre français inconnu (The Incredible Hulk)
9. La Guerre des pots (Jam Wars)
10. Titre français inconnu (The Bear Who Cried Wolf)
11. Titre français inconnu (The Wishing Box)
12. Titre français inconnu (To Tell The Tooth)
13. Cétacé pour Kissyfur (Whale Of A Tale)
14. Titre français inconnu (Egg McGuffin)
15. Titre français inconnu (Double Dare Bear)
16. Titre français inconnu (Bearly A Bodyguard)
17. Kissyfur mène l'enquête (Kissyfur P.I.)
18. Titre français inconnu (The Humans Must Be Crazy)
19. Titre français inconnu (We Are The Swamp)
20. Titre français inconnu (The Birds And The Bears)
21. Titre français inconnu (Totti's Treasure)
22. Titre français inconnu (Cub's Club)
23. Titre français inconnu (Berried Alive)
24. Titre français inconnu (Stuck With Stuckey)
25. Titre français inconnu (Weight Not, Want Not)
26. Titre français inconnu (Comrade Kissyfur)
27. Titre français inconnu (You Ain't Nothin' But A Hound Dog)
28. Titre français inconnu (Flipzilla)
29. Titre français inconnu (The New Cub)
30. Titre français inconnu (See You Later, Annie Gator)
31. Titre français inconnu (Swarm Outside)
32. Titre français inconnu (Evilfur)
33. Titre français inconnu (Halo And Goodbye)
34. Titre français inconnu (The Ballad Of Reel Raccoon)
35. Titre français inconnu (Got Those Baby Blues)
36. Titre français inconnu (Home Sweet Swamp)
37. Titre français inconnu (Three's A Crowd)
38. Titre français inconnu (Just In Time)
39. Titre français inconnu (The Shell Game)
40. Le Mage du marécage (The Great Swamp Swampi)
41. Titre français inconnu (Like Father, Like Son)
42. Marylin et Marilou (G'Day Gator And G'Bye)
43. Titre français inconnu (My Fair Lennie)
44. Titre français inconnu (Fork-Tongued Frog)
45. La Guerre des taxis (The Great Swamp Taxi Race)
46. Titre français inconnu (Somethin' Cajun's Cookin')